# فیل اسپکتور (فیلم)
فیل اسپکتور (انگلیسی: Phil Spector) فیلم تلویزیونی از دیوید ممت است که داستان زندگی فیل اسپکتور، تهیه‌کننده موسیقی محکوم به قتل، را به تصویر می‌کشد. آل پاچینو در این فیلم به ایفای نقش اول پرداخت و هلن میرن با او همراه شد. فیل اسپکتور در ۲۴ مارس ۲۰۱۳ از شبکه اچ‌بی‌او پخش شد.
این فیلم به‌طور اصلی به رابطه اسپکتور با وکیل‌اش در دوران محاکمه او به دلیل قتل لانا کلارکسون می‌پردازد.

## واکنش و جوایز
این فیلم نظرات آمیخته مثبت و منفی دریافت کرد. مارک سیتز در مجله نیویورک می‌نویسد: «کار گروهی پاچینو و میرن، فیلم فیل اسپکتور را قابل تماشا می‌کند، اگرچه این فیلم خود را درون دراماتیزه غرق کرده و مانند الکل آتش زده‌است.» فیل اسپکتور نامزد ده جایزه امی شد. پاچینو بابت بازی در این فیلم نامزد گلدن گلوب بهترین بازیگر مرد فیلم تلویزیونی و هلن میرن نامزد گلدن گلوب بهترین بازیگر زن فیلم تلویزیونی شد. پاچینو و میرن هر دو نامزد جایزه انجمن بازیگران فیلم شدند و میرن این جایزه را برد.